# 傑貝阿里棕櫚島
傑貝阿里棕櫚島（نخلة جبل علي，Palm Jebel Ali）是位於杜拜海岸的人工島，是棕櫚群島的一部分，外型與東北方的朱美拉棕櫚島相似。島嶼於2002年動工，因2007年－2008年環球金融危機停工至今，僅完成填海造陸的部分。

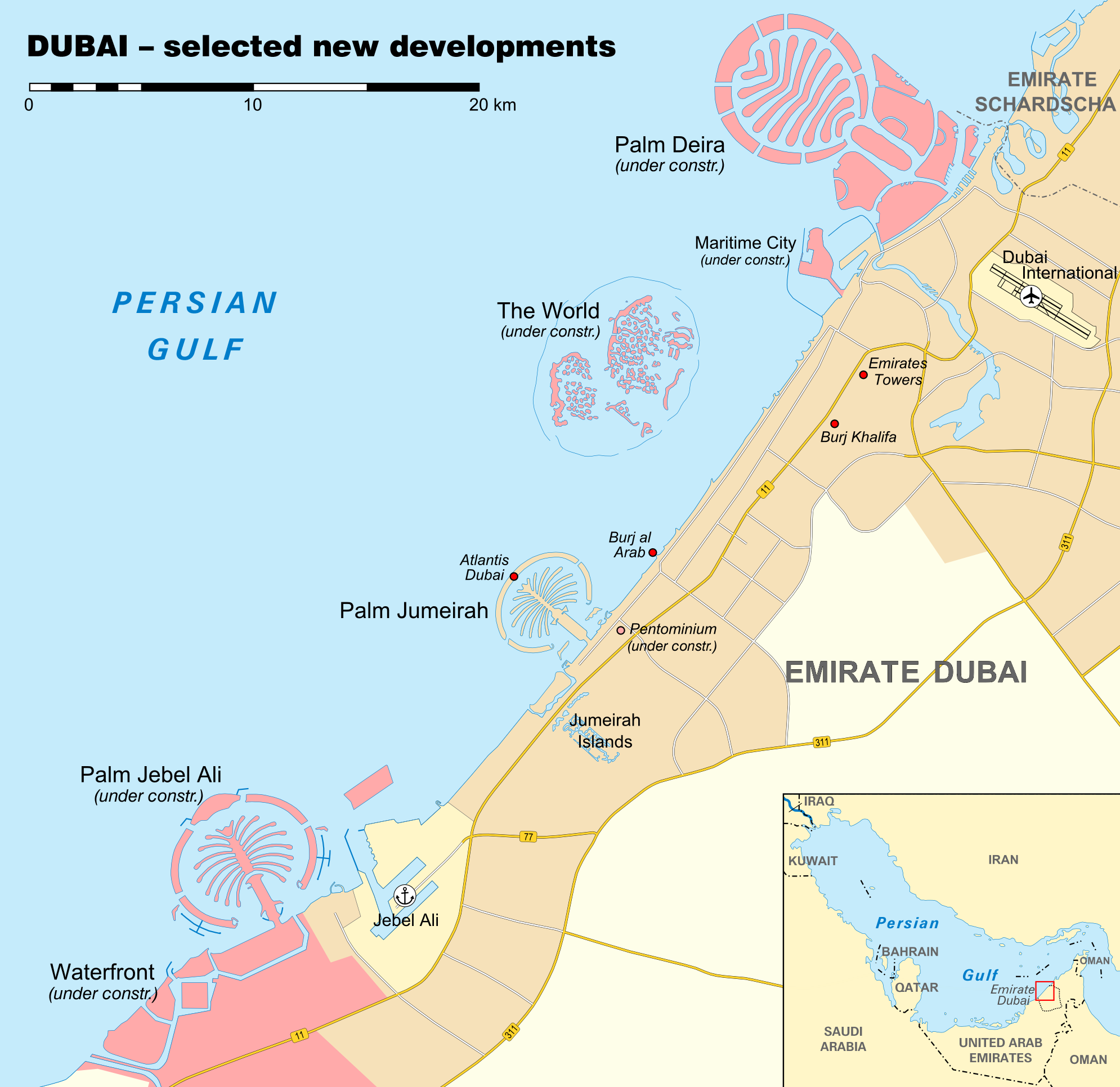
棕櫚群島，傑貝阿里棕櫚島位於左下方

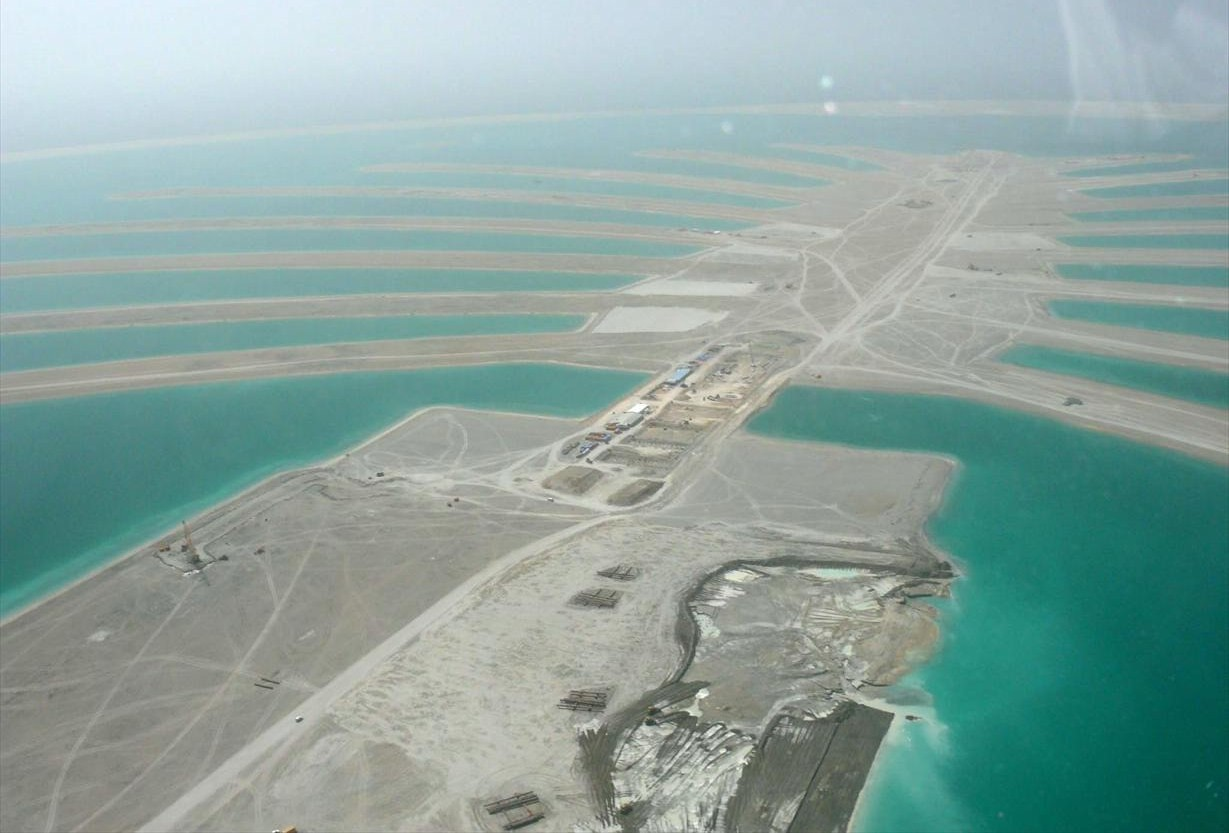
2008年進度